# Ana Emilia Lahitte

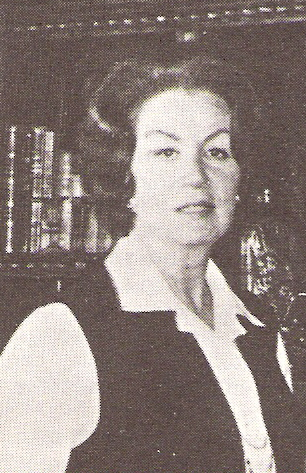
Ana Emilia Lahitte

Ana Emilia Lahitte(La Plata, 12 de dezembro de 1921 - La Plata, 10 de julho de 2013) foi uma escritora argentina. 
Suas obras abrangem vários gêneros, mas principalmente poesia.

## Obras
- 1993 El tiempo, ese desierto demasiado extendido
- 1995 Cinco Poetas capitales: Ballina, Castillo, Mux, Oteriño y Preler
- 19977  Summa (l947-l997) Publicación de su obra completa, homenaje de la Municipalidad de La Plata.
- 2003 Insurrecciones
- Los abismos
- El cuerpo
- Cielos y otros tiempos
- Sueños sin eco
- Los dioses oscuros
- Roberto Themis Speroni

## Prêmios
- 1980 Pena de Prata, P.E.N..
- 1982 Puma de Oro, Fundación Argentina para la Poesía.
- 1983 Primer Premio Nacional de Poesía.
- 1994 Prêmio Konex, diploma de mérito.
- 1997 Prêmio de Literatura "Homero Manzi".
- 1999 Prêmio de Poesia "Esteban Echeverría".
- 2002 "Gran Premio de Honor" e "Puma de Oro", Fundación Argentina para la Poesía.
- 2005 Prêmio "Sol del Macla", MACLA.